# Died
Died – utwór amerykańskiego zespołu muzycznego Alice in Chains, wydany w roku 1999 na kompilacyjnym box secie Music Bank. Zamieszczony został na trzeciej płycie CD, na ostatnim, czternastym miejscu. Czas trwania wynosi 5 minut i 58 sekund. Autorem tekstu jest Layne Staley, muzykę skomponował Jerry Cantrell.
W późniejszym czasie „Died” ukazał się na albumie kompilacyjnym The Essential Alice in Chains opublikowanym we wrześniu 2006.

## Historia nagrywania

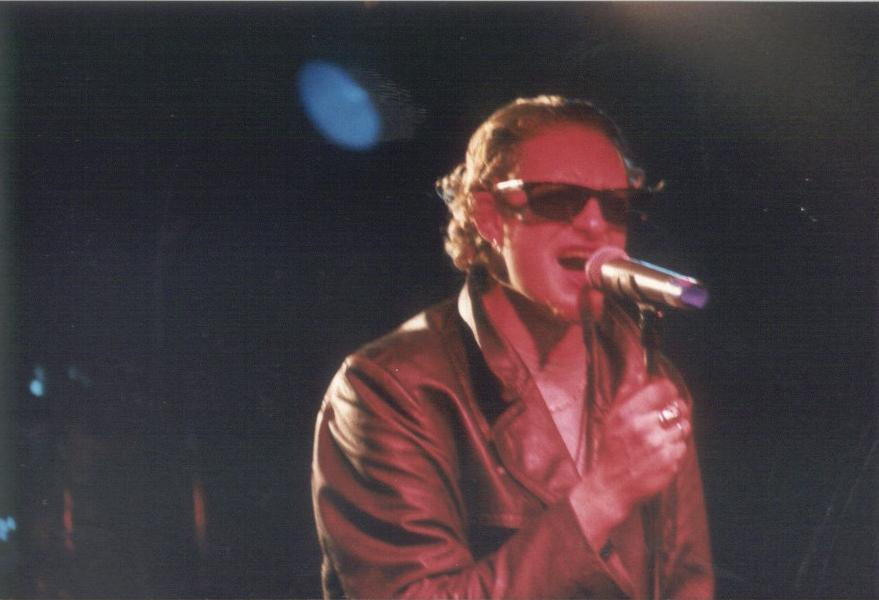
„Died” wraz z „Get Born Again” jest ostatnim utworem nagranym przez Staleya wspólnie z zespołem

Kompozycja „Died” skomponowana została przez Jerry’ego Cantrella w roku 1998. W pierwotnym założeniu, utwór przeznaczony był na solowy album gitarzysty. „Zamierzałem zrobić kolejną płytę solową, ale chłopakom spodobały się piosenki. Nagraliśmy więc muzykę, a Layne wziął się za teksty”. Cantrell, Mike Inez i Sean Kinney zarejestrowali partie swoich instrumentów w dniach 22–23 sierpnia w Eldorado Recording Studios na terenie Los Angeles, przy współpracy producenta Dave’a Jerdena. Staley pracował nad tekstem. 23 sierpnia planowano nagrywanie partii wokalnych. Proces został odwołany po tym, jak wokalista przyznał, że musi wracać do Seattle na ślub siostry, co okazało się być nieprawdą. Sytuacja ta doprowadziła do pogłębienia się konfliktu z Cantrellem i Jerdenem. Członkowie zespołu wraz z producentem chcieli wynająć studio w Seattle, jednak Staley odmówił dalszej współpracy z Jerdenem. Wokalista skontaktował się z Tobym Wrightem w celu dokończenia procesu nagrań. Sesja odbyła się w Robert Lang Studios w Shoreline w stanie Waszyngton na przełomie września i października.
Według Jerdena, stan wokalisty podczas nagrań był „niepokojący”. Producent przyznał, że „Staley ważył osiemdziesiąt funtów i był blady jak ściana”. Proces nagrywania partii wokalnych był utrudniony z powodu utraty części uzębienia przez Staleya w wyniku długoletniego uzależnienia narkotykowego. W książeczce dołączonej do kompilacji Music Bank, Cantrell odniósł się do procesu: „Podczas sesji staraliśmy się współpracować z producentem Dave’em Jerdenem, jednak z różnych względów ta współpraca się nie udała. Odbywaliśmy z nim nagrania w Los Angeles, następnie udaliśmy się do Seattle gdzie próbowaliśmy z Tobym Wrightem. Biorąc pod uwagę, że zrobiliśmy to z różnymi producentami i w różnych studiach, nieco przypomnieliśmy klasyczny styl Alice in Chains”.

## Znaczenie tekstu, budowa utworu
Tekst utworu będący autorstwa Staleya ma charakter emocjonalny. Wyraża tęsknotę, opuszczenie i smutek. Warstwa liryczna odnosi się do wieloletniej partnerki życiowej wokalisty – Demri Lary Parrott, która zmarła w październiku 1996 w wyniku infekcyjnego zapalenia wsierdzia. Jej śmierć spowodowała u wokalisty całkowitą rezygnację woli walki z uzależnieniem od heroiny oraz pogłębiającą się depresję. Przez pewien czas, był on pilnowany przez kolegów z zespołu, gdyż był bliski popełnienia samobójstwa. Tree Riddle z magazynu on-line Loudwire napisał: „Chociaż tekst dotyczy własnej, osobistej utraty Staleya, po jego śmierci stał się dziwnie autobiograficzny – podobnie jak «Nutshell» i wiele innych piosenek Alice in Chains”.
Utwór skomponowany jest w niskim strojeniu D według schematu Db-Ab-Db-Gb-Bb-Eb obniżonym o pół tonu w dół. Opiera się na melodyjnym i ciężkim riffie otwierającym. Cechą charakteryzującą kompozycję jest powolne tempo, i wielokrotnie powtórzona partia wokalna Staleya. Cantrell przyznał, że „Died” cechuje się dużą surowością, ponieważ był wielokrotnie dogrywany. Muzyk podkreślił przy tym, że kompozycja „nie jest ani ładna ani brzydka”. Toby Wright stwierdził, że utwór przeszedł wiele cyfrowych obróbek Pro Tools.

## Wydanie
„Died” po raz pierwszy opublikowany został na retrospekcyjnym box secie Music Bank w październiku 1999. 22 kwietnia 2017 kompozycja ukazała się w zremasterowanej wersji na specjalnym podwójnym winylu „Get Born Again”/„What the Hell Have I”, wydanym z okazji Record Store Day.

## Odbiór

### Krytyka
Brytyjski tygodnik „Kerrang!”, w swojej ocenie podkreślił „mielące riffy, natarczywy warkot Staleya – i trochę pożegnanie ze światem”. Jordan Babula na łamach miesięcznika „Teraz Rock”, zwrócił uwagę na „beatlesowskie harmonie wokalne”.

## Twórcy
Opracowano na podstawie materiału źródłowego:
Alice in Chains
- Layne Staley – śpiew, wokal wspierający
- Jerry Cantrell – gitara rytmiczna, gitara prowadząca
- Mike Inez – gitara basowa
- Sean Kinney – perkusja

Produkcja
- Producent muzyczny: Dave Jerden, Toby Wright, Alice in Chains
- Inżynier dźwięku: Bryan Carlstrom, Dave Jerden, Scott Olson, Toby Wright
- Miksowanie: Toby Wright
- Mastering: Stephen Marcussen

- Aranżacja: Jerry Cantrell
- Tekst utworu: Layne Staley